# Watch Tower Bible and Tract Society
La Watch Tower Bible and Tract Society est une organisation à but non-lucratif dont le siège social se trouve à Warwick dans l'État de New York. C'est la principale entité légale utilisée mondialement par les Témoins de Jéhovah afin d'organiser, administrer et propager les doctrines fondées sur leur propre compréhension de la Bible. Il s'agit de l'organisation mère de plusieurs filiales telles que la Watch Tower Society of New York, l'International Bible Students Association ou encore Les Témoins de Jéhovah de France.
L'organisation est fondée en 1881 sous le nom de Zion's Watch Tower Tract Society dans le but de distribuer des tracts religieux. La société est incorporée à Pittsburgh en Pennsylvanie le 15 décembre 1884. En 1896 la société est renommée Watch Tower Bible and Tract Society. À la suite d'une dispute à propos de la direction du mouvement des Étudiants de la Bible, la Watch Tower Society est restée associée à la branche du mouvement qui est devenue les Témoins de Jéhovah. En 1955, la corporation est renommée Watch Tower Bible and Tract Society of Pennsylvania. À partir de 1976, toutes les activités de la Watch Tower Bible Society sont menées sous la supervision du Collège central des Témoins de Jéhovah.

## Histoire

### Présidents   {KING.S.BOSCO}
| Nom                        | Date de naissance | Date de décès    | Début            | Fin              |
| -------------------------- | ----------------- | ---------------- | ---------------- | ---------------- |
| William Henry Conley       | 11 juin 1840      | 25 juillet 1897  | 16 février 1881  | décembre 1884    |
| Incorporée                 |                   |                  |                  |                  |
| Charles Taze Russell       | 16 février 1852   | 31 octobre 1916  | 15 décembre 1884 | 31 octobre 1916  |
| Joseph Franklin Rutherford | 8 novembre 1869   | 8 janvier 1942   | 6 janvier 1917   | 8 janvier 1942   |
| Nathan Homer Knorr         | 23 avril 1905     | 8 juin 1977      | 13 janvier 1942  | 8 juin 1977      |
| Frederick William Franz    | 12 septembre 1893 | 22 décembre 1992 | 22 juin 1977     | 22 décembre 1992 |
| Milton George Henschel     | 9 août 1920       | 22 mars 2003     | 30 décembre 1992 | 7 octobre 2000   |
| Don Alden Adams            | 1925              | -                | 7 octobre 2000   | 2014             |
| Robert Ciranko             | ?                 | -                | 2014             | en cours         |

## Directeurs

### Actuels
- Robert Ciranko, depuis 2014, également Président
- Danny L. Bland, depuis 2000
- William F. Malenfant, depuis 2000, également Vice-Président
- Robert W. Wallen, depuis 2000, également Vice-Président
- Philip D. Wilcox, depuis 2000
- John N. Wischuk, depuis 2000